# کلیسای جامع مشترک مریدا

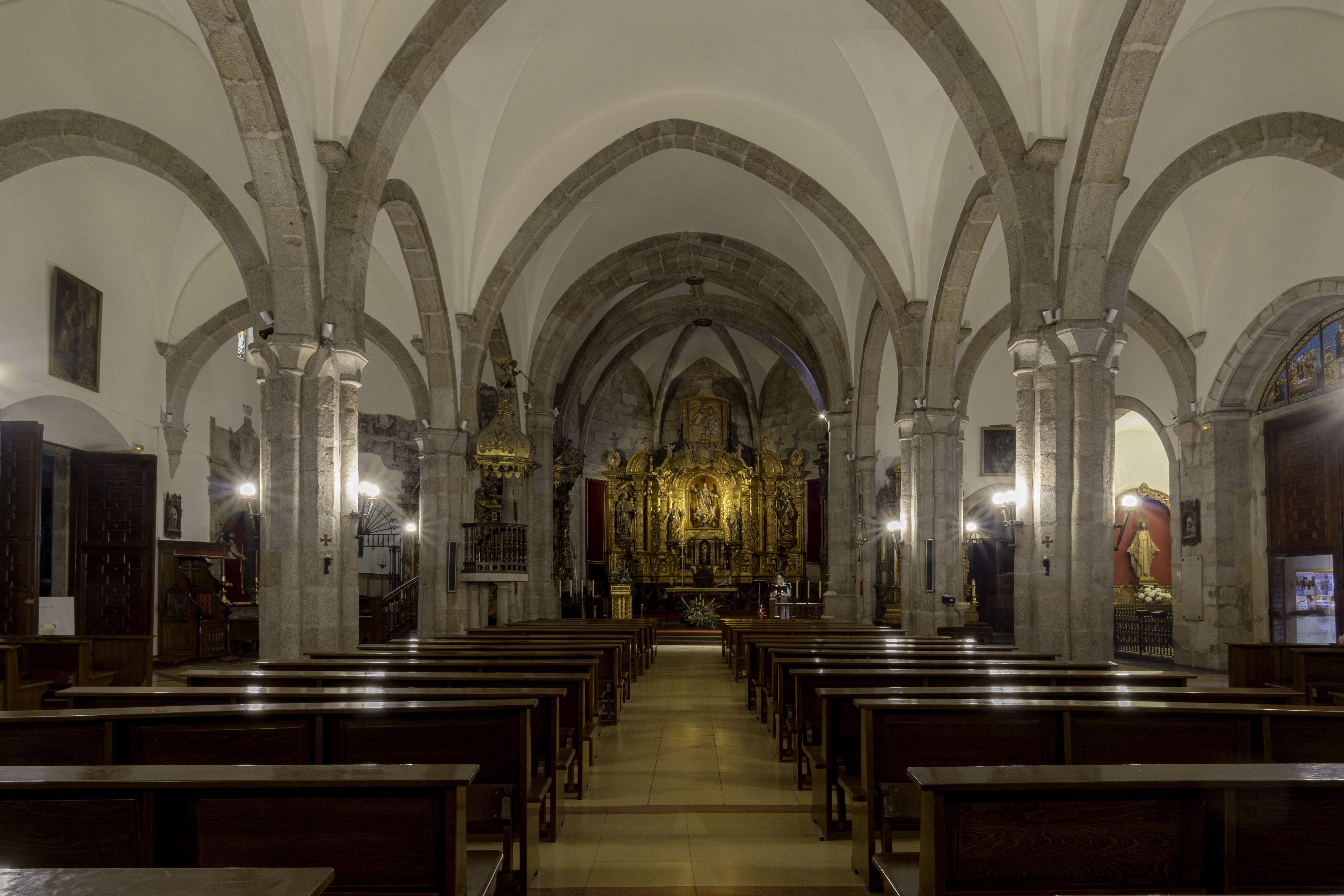
نمای داخلی.

کلیسای جامع مشترک مریدا (انگلیسی: Co-Cathedral of Mérida, Spain) یک کلیسای جامع مشترک کاتولیک در شهر مریدا در غرب اسپانیا است. از سال ۱۹۹۴، این کلیسا به همراه کلیسای جامع کلان‌شهری سان خوان تعمیددهنده در باداخوس، محل استقرار اسقف‌نشین مریدا-باداخوس است.

## تاریخچه
شهر مریدا در سال ۲۵ پیش از میلاد، به فرمان امپراتور آگوستوس و با نام آگوستا امریتا بنیان‌گذاری شد تا از گذرگاهی مهم و پلی بر رودخانه گوادیانا محافظت کند. این شهر به یکی از مهم‌ترین شهرهای امپراتوری روم بدل شد. پس از سقوط امپراتوری روم غربی، در دوران حکومت ویزیگوت‌ها مریدا همچنان شکوه خود را حفظ کرد، به‌ویژه در قرن ششم میلادی، زمانی که اسقفان امریتا بر آن حکومت می‌کردند و شهر به‌عنوان پایتخت هیسپانیا شناخته می‌شد. مقر اسقفی آن زمان کلیسای «مریم مقدس اورشلیم» بود.
در سال ۷۱۳ میلادی، مریدا به‌دست سپاه مسلمان به فرماندهی موسی بن نصیر فتح شد. اما تا ۲۸ فوریه ۱۱۱۹ میلادی، مقر کلان‌شهری اسقفان امریتا رسماً به سانتیاگو دِ کومپوستلا منتقل نشد؛ این انتقال به‌دستور پاپ کالیکتوس دوم و طی فرمانی پاپی صورت گرفت.
در سال ۱۲۳۰، این شهر دوباره به‌دست مسیحیان افتاد، زمانی که آلفونسوی نهم، پادشاه لئون آن را فتح کرد. پس از آن، مریدا تحت تابعیت اسقف‌نشین کلان‌شهری سانتیاگو د کومپوستلا قرار گرفت. در همان دوران، ساخت یک نمازخانه به نام «مریم مقدس» بر ویرانه‌های کلیسای جامع ویزیگوت‌ها آغاز شد.
در سال ۱۴۷۹، «دون آلونسو د کاردناس»، مهتر فرقهٔ نظامی سانتیاگو، فرمان گسترش نمازخانه را صادر کرد تا آن را به کلیسای اصلی شهر تبدیل کند. در سال ۱۶۲۰، با فرمان پاپ پل پنجم، عنوان «اسقف نامی مریدا» ایجاد شد. اسقف از میان کشیشان فرقهٔ سانتیاگو برگزیده می‌شد، و کلیسای «مریم مقدس» را به‌عنوان مقر اسقفی خود انتخاب کرد.
در ۲۸ ژوئیه ۱۹۹۴، پاپ ژان پل دوم اسقف‌نشین کلان‌شهری «مریدا-باداخوس» را تأسیس کرد و کلیسای «یوحَنای تعمیددهنده مقدس» را به‌عنوان کلیسای جامع کلان‌شهری، و کلیسای «مریم کبیر مقدس» در مریدا را به‌عنوان کلیسای جامع مشترک آن (Co-cathedral) منصوب نمود.